# LaserMotive
LaserMotive (современное название: PowerLight Technologies) — американская инжиниринговая фирма,  основанная 1 января 2007 года, занимающейся развитием технологий эффективной передачи энергии с помощью лазеров, разновидности беспроводной передачи энергии. Её основными продуктами являются силовые волокна, которые передают энергию в виде лазерного излучения через оптическое волокно, и «лазерное излучение», в котором энергия лазера передается через свободное пространство.
В 2009 году в соревновании НАСА по передаче энергии лазером Lasermotive заняла первое место и получила приз в $900 тыс., продемонстрировав собственную разработку, способную действовать на расстоянии в один километр. Лазер победителя смог передать мощность в 500 Вт на расстояние в 1 км с 10 % КПД.

## История
Предшественник PowerLight Technologies — LaserMotive, был основан в 2006 году физиками Томом Ньюджентом и Джордином Каре. Первоначальная цель компании заключалась в том, чтобы выиграть конкурс NASA Centennial Challenges Power Beam. После победы в этом конкурсе, LaserMotive сосредоточилась на разработке технологии передачи энергии для коммерческого применения на БПЛА и успешно продемонстрировала передачу 400 Вт мощности на расстояние более 1 километра.
В 2017 году компания LaserMotive изменила свое название на PowerLight Technologies, наняла трёх новых консультантов и официально объявила о запуске коммерческих приложений для своей технологии передачи энергии через оптическое волокно. Новый генеральный директор компании Ричард Густоффсон назвал этот новый фокус на технологии передачи энергии через оптическое волокно «серьезным преобразованием» для компании. PowerLight также продолжает работать над коммерческим применением своей технологии для передачи энергии в свободном пространстве.

## Технология Lasermotive
Передача энергии лазером является способом беспроводного получения электроэнергии удалённым приёмником. Система Laser Power Beaming работает подобно солнечным энергетическим системам, которые генерируют электричество в солнечных батареях при помощи солнечного света, но вместо этого для преобразования лазерного излучения в электричество системой используются специализированные фотоэлементы.
В системе Laser Power Beaming лазер подключен к источнику питания, например, к стандартной промышленной электросети. Луч лазера формируется оптической системой в пучок определенного размера. Этот луч затем распространяется по воздуху или в вакууме, пока не достигнет фотоэлектрического приёмника, представляющего собой массив фотоэлементов, который преобразует свет обратно в электричество.
Обычно электрический ток передается с помощью медных кабелей или проводов. Но линии электропередачи являются дорогостоящими, установка маломощной линии электроснабжения для бытовых потребителей обойдется в $12 тыс. и более за 1 км, и $155 тыс. и более за 1 км для высоковольтных линий электропередач, установка может потребовать значительного времени, может выйти из строя в любой точке и не может быть перемещена в другое место после установки. Установка ЛЭП может быть невозможной (например, для летательного аппарата) или неэкономичной (например, в отдаленных районах).
В свою очередь, система Laser Power Beaming требует лишь физической установки передающего и приёмного пунктов, ничего более. Приёмник может быть перемещён в другое место, ближе или дальше, не увеличивая стоимость системы. И электроэнергия может быть доступна сразу после установки и подключения элементов, без ожидания окончания прокладки кабелей или монтажа проводов.